# Motor de gas

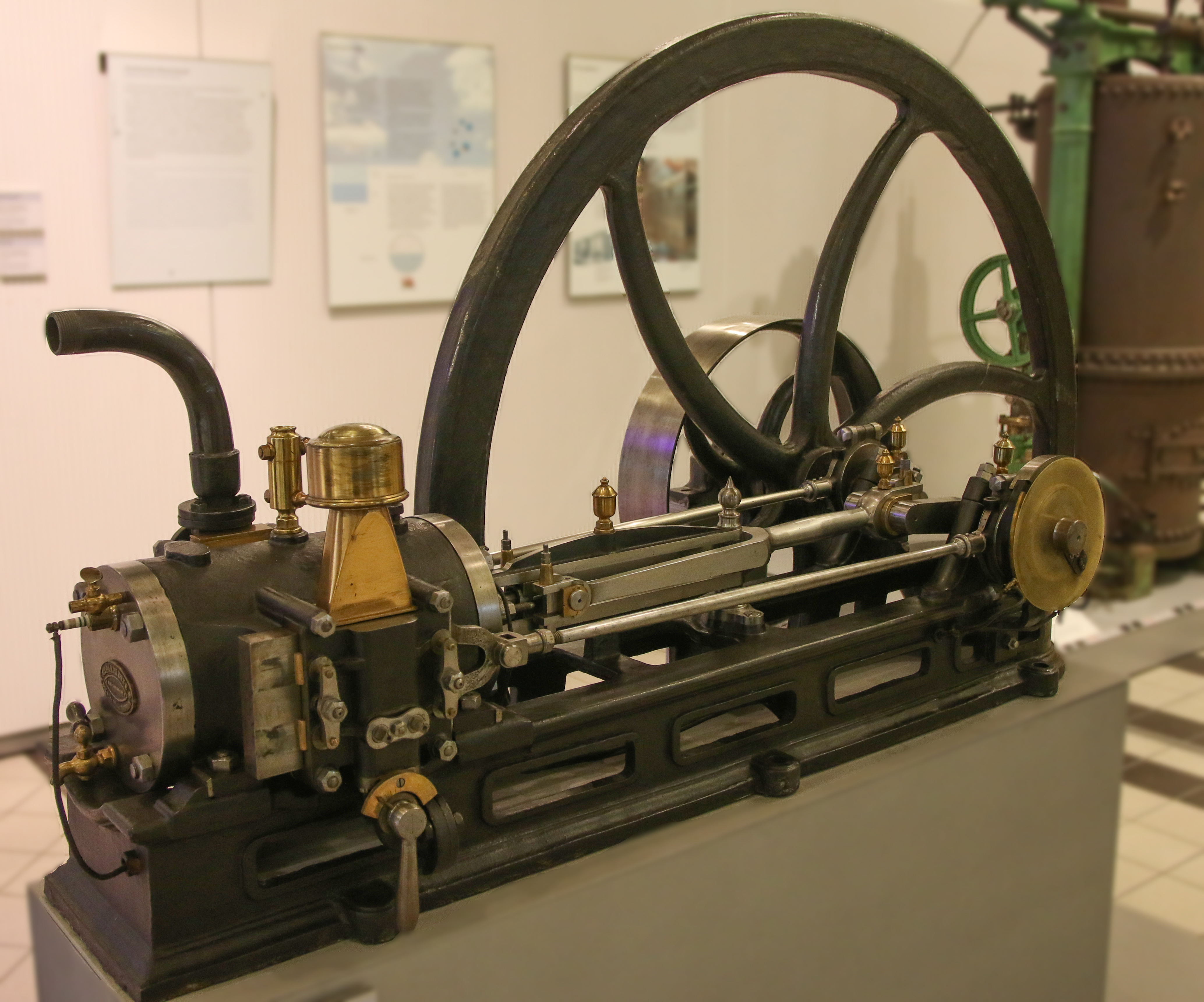
Motor Lenoir atmosfèric, de gas, 1860

Un motor de gas és un motor de combustió interna que funciona amb un combustible de gas, com ara gas de carbó, gasos productors, biogàs o gas natural.
En general, el terme motor de gas es refereix a un motor industrial de gran abast capaç de funcionar contínuament a plena càrrega durant períodes que s'aproximen a una fracció elevada de 8.760 hores a l'any, a diferència d'un motor automobilístic de gasolina, lleuger, d'altes revolucions i que generalment no funciona més de 4.000 hores en tota la seva vida. Les potències típiques oscil·len entre 10 kW (13 CV) i 4.000 kW (5.364 CV).